# Cordofão do Sul
Cordofão do Sul (Janub Kurdufan em árabe) é um estado do Sudão. Tem uma área de 158.355 km² e uma população de aproximadamente 1.704.000 milhões de habitantes (estimativa de 2007). As cidades de Kaduqli e Al-Fula são, alternadamente, as capitais do estado (*). Juntamente com o Cordofão do Norte compõe a região do Cordofão.

## Distritos
O estado do Cordofão do Sul tem oito distritos:
- Delling
- Rashad
- Abu Jubaiyah
- Talodi
- Kaduqli
- As Salam (*)
- Lagawa (*)
- Abyei (*)

(*) Até 16 de agosto de 2005, o Cordofão no Sul possuía apenas 5 distritos e 79.470 km² de área, com a extinção do estado do Cordofão Ocidental, três novos distritos foram incorporados ao estado: As Salam, Lagawa e Abyei. A partir desta data o estado passou a possuir, alternadamente, duas capitais, Kaduqli e Al-Fula, a antiga capital do Cordofão Ocidental.